# Sant'Orsola e le undicimila vergini
Sant'Orsola e le undicimila vergini è un dipinto del pittore veronese Giovan Francesco Caroto realizzato come pala d'altare per la chiesa di San Giorgio in Braida di Verona.